# Spånga
För andra betydelser, se Spånga (olika betydelser).

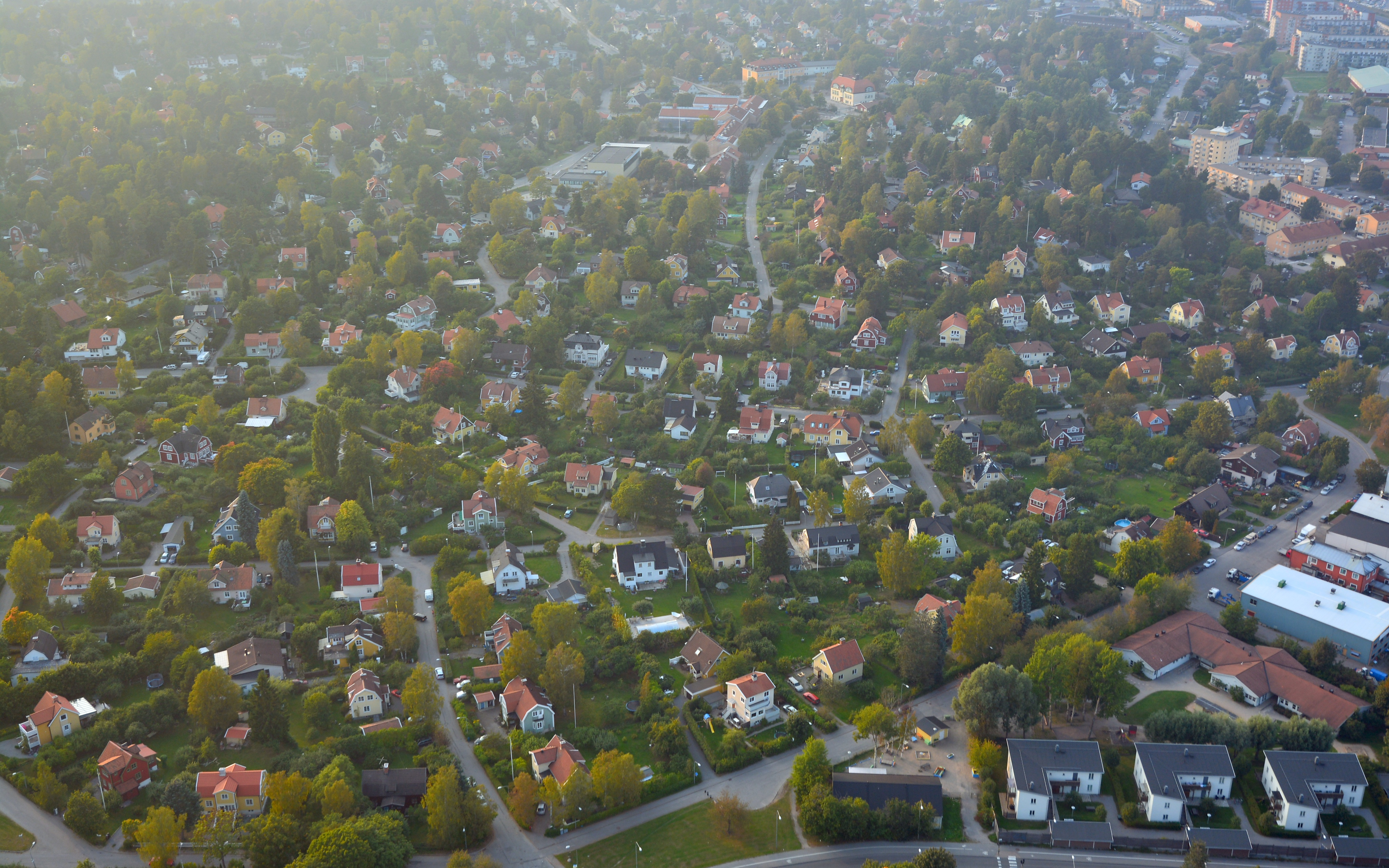
Flygfoto över Solhem i Spånga, september 2014.

Spånga är ett informellt område i Västerort inom Stockholms kommun. Spånga fanns tidigare som en församling, Spånga församling, och motsvarar ungefär stadsdelarna: Bromsten, Flysta, Solhem, Lunda och Sundby.
Namnet Spånga kommer från den gamla kyrkbyn och finns i skrift år 1300, apud Ecclesiam spangar. Namnet innehåller pluralis av ordet spång.
Centrala Spånga med Spånga station och intilliggande centrum ligger i stadsdelen Solhem, medan Spånga kyrka ligger i stadsdelen Tensta. 
Spånga torg ligger nära Spånga station där både pendeltåg och bussar går. Torget har ett relativt stort utbud av butiker, verksamheter och restauranger. Det finns bland annat frisör, skobutik, charkuteri och bibliotek.
Spånga IP är en idrottsplats för många sporter, belägen mellan Spånga station och Tensta. Där Spånga IP ligger idag låg Spånga rundradiostation mellan åren 1930 och 1954.

## Historia
År 1948 var Spånga en tätort med arbetsplatser som var förlagda till Stockholms kommun. Spånga stod inte helt stilla med industrier utan hade några få som jordbruk och verkstäder. Det var även den yngre generationen vid detta år som satte sin prägel på samhället vilket ledde samhället mer framåt i utvecklingen. Under somrarna fanns föreningen Spånga barnkolonier som startade år 1937 men redan efter två år senare köpte kommunen området och utvidgade det. Hit kom barn på somrarna och hade en glad och stärkande vistelse. Barnkolonins verksamhet fick insamlingar från Barnens dag som fanns i Spånga. Det fanns även Solhems egna brandstation där värn och skydd fanns för Spångabornas hem. Solhems borgarbrandkår bildades 1925. Det var ett 70-tal utryckningar per år och man hade två bilar, varav den ena med vattentank och därtill 3 motorsprutor. Brandbilarna byggdes av brandmännen själva. 
Efter folkskolan i Spånga togs elever in direkt till verkstadsskolan som fanns i Spånga. Men alla fick inte plats då elevantalet var begränsat. På verkstadsskolan inriktade man målmedvetet in sig på att utbilda först och främst goda motormän och mekaniker i allmänhet. Motorerna som tillverkades på verkstadsskolan användes till racertävlingar på Solvalla. 

## Skolor
Spånga gymnasium byggdes 1928 och ligger i närheten av Spånga station och Spånga torg. Det går ca 600 elever på skolan idag.[när?]
Spånga grundskola har ca 470 elever idag och årskullar för skolan är 7–9. Spånga grundskola delar lokaler med Spånga gymnasium. Denna skola har också en spetsutbildning inom matematik och NO ämnena.